# Ochthephilum
Ochthephilum — род стафилинид из подсемейства Paederinae.

## Описание
Усики коленчатые, их первый сегмент равен по длине четырём следующим вместе взятым.

## Систематика
К роду относятся следующие виды:
- Ochthephilum algiricum (Fagel, 1967)
- Ochthephilum brevipenne (Mulsant & Rey, 1861)
- Ochthephilum collare (Reitter, 1884)
- Ochthephilum fracticorne (Paykull, 1800)
- Ochthephilum jacquelinii (Boieldieu, 1859)
- Ochthephilum pallidum Gistel, 1857
- Ochthephilum turkestanicum (Korge, 1968)